# Победа (Стародубский район)
Победа — опустевший поселок в Стародубском муниципальном округе Брянской области.

## География
Находится в южной части Брянской области на расстоянии приблизительно 9 км на север-северо-восток от районного центра города Стародуб.

## История
Известен с 1920-х годов. На карте 1941 года был отмечен как поселок с 23 дворами. До 2020 года входил в состав Меленского сельского поселения Стародубского района до их упразднения. По состоянию на 2020 год опустел.

## Население
Численность населения: 30 человек в 2002 году (русские 100 %), 5 в 2010.